# Acme (Washington)
Acme é uma Região censo-designada localizada no estado norte-americano de Washington, no Condado de Whatcom.

## Demografia
Segundo o censo norte-americano de 2000, a sua população era de 263 habitantes.

## Geografia
De acordo com o United States Census Bureau tem uma área de
25,4 km², dos quais 25,4 km² cobertos por terra e 0,0 km² cobertos por água. Acme localiza-se a aproximadamente 119 m acima do nível do mar.

## Localidades na vizinhança
O diagrama seguinte representa as localidades num raio de 20 km ao redor de Acme.